# BSV Eintracht Sondershausen
Der Ballsportverein Eintracht Sondershausen ist ein Fußballverein in der Kreisstadt des nordthüringischen Kyffhäuserkreises Sondershausen.

## Entwicklung des Fußballsports in Sondershausen

### Anfänge
Noch vor dem Ersten Weltkrieg wurde in der damals 15.000 Einwohner zählenden Stadt am 20. Oktober 1911 der erste reine Fußballverein namens Sportklub Schwarzburg 1911 gegründet. Bis zum Ende des Zweiten Weltkriegs spielte der Verein auf regionaler Ebene in zweit- oder drittklassigen Ligen.

### Neubeginn nach 1945
Aufgrund der Direktive Nr. 23 des Alliierten Kontrollrates der Besatzungsmächte über das Verbot von Sportvereinen musste sich auch in Sondershausen der Sport neu organisieren. Zunächst entstand eine Sportgemeinschaft Sondershausen, die nach den Bestimmungen der Direktive Nr. 23 nur auf Kreisebene Wettkämpfe austragen konnte. 1948/49 nahm die Landesklasse Thüringen den Fußballspielbetrieb auf, dort war eine ZSG Industrie Sondershausen vertreten. Mit der Neustrukturierung des ostdeutschen Sports in Form von Betriebssportgemeinschaften (BSG) entstanden in Sondershausen die beiden Betriebssportgemeinschaften Motor (Innenstadt) und Aktivist (Stadtteil Jecha). Nach Einführung der drittklassigen Fußball-Bezirksliga Erfurt 1952 waren dort beiden BSG vertreten, doch schon 1953 musste die BSG Motor in die Bezirksklasse absteigen, ihr folgte 1955 die BSG Aktivist.

### Betriebssportgemeinschaft Glückauf

Logo der BSG Glückauf

1957 entschloss man sich, den Sportbetrieb in Sondershausen zu bündeln, und Motor und Aktivist schlossen sich am 1. September 1957 zur neuen BSG Eintracht Sondershausen zusammen. Für die beiden beteiligten Fußballmannschaften war dies mit dem Umstand verbunden, dass die Fusion mitten in der Saison erfolgte (zu dieser Zeit entsprach die Spielzeit dem Kalenderjahr). Wie sich dies auf den Spielbetrieb auswirkte, ist nicht überliefert. Der BSG-Name „Eintracht“ passte indessen nicht in das Schema des DDR-Sports, und so musste sich die BSG schon nach zweieinhalb Monaten in „Einheit Mitte“ umbenennen. Nach dem Trägerbetriebssystem sagte der neue Name aus, dass die BSG von den lokalen staatlichen Verwaltungen gefördert wurde. Da aber später das Kaliwerk Sondershausen die Rolle des Trägerbetriebes übernahm, wurde das mit einer erneuten Umbenennung in BSG Glückauf zum Ausdruck gebracht. Dank des wirtschaftsstarken Trägerbetriebes gelang Glückauf 1960 der Aufstieg in die zu dieser Zeit viertklassigen Bezirksliga, die jedoch schon nach zwei Spielzeiten wieder verlassen werden musste. Nach dem erneuten Aufstieg 1971 konnte sich die Mannschaft langfristig in der inzwischen drittklassigen Bezirksliga etablieren.

### Sieben Jahre zweitklassig
1980 wurde Glückauf Sondershausen Bezirksmeister und qualifizierte sich damit für die zweitklassige DDR-Liga. In den nächsten Jahren stießen zahlreiche ehemalige Spieler des etwa 60 Kilometer entfernten Oberligisten FC Rot-Weiß Erfurt zur Mannschaft, sodass der Verbleib in der zweiten Liga über einen Zeitraum von sieben Spielzeiten gesichert werden konnte. In der Saison 1983/84 konnte Glückauf mit Platz 3 in der Ligastaffel E das beste Ergebnis erzielen. Bis kurz vor Schluss hatte die Mannschaft noch an der Spitze gelegen, ehe durch eine 0:1-Niederlage gegen die BSG Kali Werra drei Spieltage vor Saisonende Suhl und Nordhausen noch vorbeiziehen konnten. Der seit 1978 in Sondershausen tätige Trainer Manfred Willing, ehemaliger Oberligaspieler der BSG Chemie Zeitz, setzte in den 22 Punktspielen 19 Spieler ein. Er konnte sich aber auf eine konstante Stammelf verlassen, von der sieben Spieler über 90 Prozent aller Begegnungen bestritten. Die Stammelf mit einem Altersdurchschnitt von 26,5 Jahren hatte folgendes Aussehen:
| Klaus Berger (22 Spiele / 24 Jahre)                                       |
| Axel Vollroth (22/22)                                                     |
| Harald Brosselt (22/27), Karl-Heinz Schmidt (22/28), Bernd Rommel (16/34) |
| Volker Göttlich (19/28), Ulrich Kufs (19/24), Roland Garthof (21/25)      |
| Olaf Roß (21/24), Lutz Hartung (22/28), Armin Schmidt (16/27)             |

Im Spitzenspiel gegen den Lokalrivalen Motor Nordhausen kamen 6100 Besucher in das damals 7000 Zuschauer fassende Sportzentrum „Am Göldner“. Der Zuschauerdurchschnitt in dieser erfolgreichen Spielzeit lag bei 2800. Im Aufgebot für die Saison 1986/87 standen sechs Spieler, die 30 und mehr Jahre alt waren, und die Anforderungen in der DDR-Liga waren nach der Reduzierung von fünf auf zwei Staffeln gestiegen. So landete Glückauf am Ende der Spielzeit mit nur sechs Siegen in 34 Spielen auf dem 17. und vorletzten Platz der Liga-Staffel B und musste in die Bezirksliga absteigen. Die anschließende Bezirksmeisterschaft blieb ohne Wert, da die Mannschaft in der Aufstiegsrunde als Letzter klar scheiterte. Bis zum Ende des DDR-Fußballbetriebes blieb Sondershausen drittklassig.

### Oberligaspieler in Sondershausen
Während mit Klaus Goldbach, André Brückner und Jens Ramme nur drei Spieler den Sprung von Sondershausen in die höchste DDR-Fußballklasse, die DDR-Oberliga, schafften, gingen viele Spieler den umgekehrten Weg und beendeten zumeist ihre Fußballlaufbahn in Sondershausen:
| Name                 | bei Glückauf | kam oder ging          | Oberligaspiele | Sonstiges                |
| -------------------- | ------------ | ---------------------- | -------------- | ------------------------ |
| Klaus Berger         | 1982–1984    | von FC Rot-Weiß Erfurt | 05             | 04 Juniorenländerspiele  |
| Harald Brosselt      | 1982–1983    | von FC Rot-Weiß Erfurt | 023            |                          |
| André Brückner       | 1985–1987    | nach Bischofswerda     | 022            |                          |
| Jürgen Fehrenbacher  | 1985–1987    | von FC Rot-Weiß Erfurt | 05             |                          |
| Klaus Goldbach       | 1973–1975    | zu FC Rot-Weiß Erfurt  | 180            |                          |
| Steffen Hammermüller | 1986–1987    | zu Chemie Böhlen       | 023            |                          |
| Martin Iffarth       | 1986–1989    | von FC Rot-Weiß Erfurt | 233            | 20 Nachwuchsländerspiele |
| Jens Ramme           | 1984–1985    | zu Dynamo Dresden      | 017            |                          |

## Ballsportverein Eintracht Sondershausen
Als sich nach der politischen Wende von 1989 die wirtschaftlichen Verhältnisse in Ostdeutschland gravierend änderten, verloren die meisten Betriebssportgemeinschaften die Förderung durch ihre bisherigen Trägerbetriebe. So war man auch in Sondershausen gezwungen, die BSG Glückauf neu zu organisieren. Nachdem sich die BSG am 1. Juli 1990 in den Sportverein Glück Auf umgewandelt hatte und zunächst mit der Fußballabteilung der BSG Elektro Sondershausen eine Spielgemeinschaft gegründet hatte, fusionierten beide am 30. April 1991 endgültig zum Ballsportverein Eintracht Sondershausen. Mit Beginn des DFB-Spielbetriebes war Sondershausen in die neu geschaffene Landesliga Thüringen eingegliedert worden. Meist in der oberen Hälfte platziert gelang dem BSV im Jahr 2000 der Aufstieg in die viertklassige Oberliga Nordost. Dort trafen die Sondershäuser auf solche traditionsreichen Mannschaften wie Dynamo Dresden, 1. FC Magdeburg, Hallescher FC oder FSV Zwickau. Eintracht  konnte sich fünf Jahre lang in der Oberliga behaupten, stieg 2005 aber wieder in die Thüringenliga (ehemals Landesliga) ab. Dort gewann die Eintracht in der Saison 2009/10 die Meisterschaft. Aus finanziellen Gründen wurde allerdings auf das Aufstiegsrecht in die Oberliga verzichtet.
Ein besonderes Kuriosum markierte ein Spiel gegen den SV Motor Altenburg am 15. Oktober 2011. Während der 90 Minuten wurden zwei Partien ausgetragen: ein Punktspiel in der Thüringenliga und ein Achtelfinal-Spiel des TFV-Pokals. Aus Kostengründen entschieden sich die Mannschaften, diese in beiden Wettbewerben anstehende Ansetzung auf diese Weise auszutragen. Altenburg sparte sich damit Fahrtkosten, Sondershausen Schiedsrichter- und Nebenkosten. Das Spiel endete 2:3 (1:3), womit Altenburg in das Viertelfinale des Landespokals einzog und drei Punkte in der Meisterschaft erhielt.
2011/12 wurde der BSV Eintracht Vizemeister der Thüringenliga. Wie zwei Jahre zuvor verzichtete der Verein jedoch auf den Aufstieg in die Oberliga. Ende März 2013 gab der Verein bekannt, auch in der aktuellen Saison von seinem Aufstiegsrecht in die Oberliga keinen Gebrauch machen zu wollen.
Gleichzeitig musste der Abstieg aus der Thüringenliga angetreten werden. Jedoch gelang in der Landesklassezeit ein historischer Sieg im Pokal gegen Carl Zeiss Jena, dieser Gegner konnte mit 1:0 erstmals in der Vereinsgeschichte bezwungen werden.
Zur Saison 2018/2019 stieg die Eintracht dann wieder in die Thüringenliga auf, nebenbei wurde verkündet das zeitnah eine Modernisierung am Göldner stattfinden wird. Diese ist bereits abgeschlossen und die Stadt Sondershausen verfügt nun über einen modernen Kunstrasenplatz mit Flutlichtanlage sowie einen Rasenplatz mit Bewässerungsanlage und moderner Tribüne sowie einer Anzeigentafel.

## Liga-Statistik ab 1958
| 1958–1959 | Bezirksklasse Erfurt             |
| 1960–1962 | Bezirksliga Erfurt               |
| 1962–1964 | Bezirksklasse Erfurt             |
| 1964–1968 | Bezirksliga Erfurt               |
| 1968–1971 | Bezirksklasse Erfurt             |
| 1971–1980 | Bezirksliga Erfurt               |
| 1980–1987 | DDR-Liga                         |
| 1987–1990 | Bezirksliga Erfurt               |
| 1990–2000 | Landesliga Thüringen             |
| 2000–2005 | Oberliga Nordost                 |
| 2005–2016 | Thüringenliga                    |
| 2016–2018 | Landesklasse Thüringen Staffel 2 |
| 2018–2024 | Thüringenliga                    |